# Cryphia mendacula
Cryphia mendacula là một loài bướm đêm trong họ Noctuidae.